# Thomomys bottae magdalenae
Thomomys bottae magdalenae is een knaagdier dat voorkomt in het zuidwesten van Noord-Amerika. Dit dier is een ondersoort van de valleigoffer (Thomomys bottae). Hij is oorspronkelijk beschreven door E.W. Nelson en E.A. Goldman (1909). De typelocatie, de plaats waar het exemplaar vandaan komt op basis waarvan de ondersoort oorspronkelijk is beschreven, ligt in Neder-Californië (Mexico).